# Hermann Hammerle
Hermann Hammerle (niem. Hermann Hämmerle) (ur. 6 sierpnia 1909, zm. ?) – radca prawny (niem Stadtrechtsrat), od 1 maja 1940 kierownik Sonderdienstu w Generalnym Gubernatorstwie, od 1 kwietnia 1941 powołany na inspektora formacji Sonderdienst w głównym wydziale administracji rządu GG.